# Evelyn De Morgan
Evelyn De Morgan (London, 1855. augusztus 30. – London, 1919. május 2.) angol festő, akinek stílusára a praeraffaeliták voltak nagy hatással, főleg Edward Burne-Jones. Műveire a mitológiai, bibliai és irodalmi témák, a nők hangsúlyos szerepe, a fény és árnyék, valamint a metaforák szerepe, végül a háborús allegóriák voltak jellemzőek.

## Életpályája
Mary Evelyn Pickering néven született a Grosvenor Street 6 alatt, felső középosztálybeli szülőktől. Evelyn magántanuló volt, rajzleckéit 15 éves korában kezdte meg. Sikerült meggyőznie szüleit, hogy beiratkozhasson a Slade School of Art művészeti iskolába, ám mivel aktokat nem kívánt rajzolni, otthagyta ezt az iskolát.
Nagybátyjánál, John Roddam Spencer Stanhope-nál tanult, aki nagy befolyással volt műveire. 1875-től Evelyn gyakran meglátogatta Firenzében lakó nagybátyját. ezek az utazások lehetővé tették számára a reneszánsz művészet, különösen Botticelli műveinek tanulmányozását és saját stílusának kialakítását. 1875 augusztusában adott el először festményt, a Tóbiás és az angyalt. Első képét (Alexandiai Szent Katalin) 1876-ban állította ki a Dudley Galleryben, 1877-ben Dudley Galleryben eladásra kínálta további két képét. Miután meghívták a londoni Grosvenor Galleryben rendezett kiállításra, rendszeresen szerepelt kiállításokon.

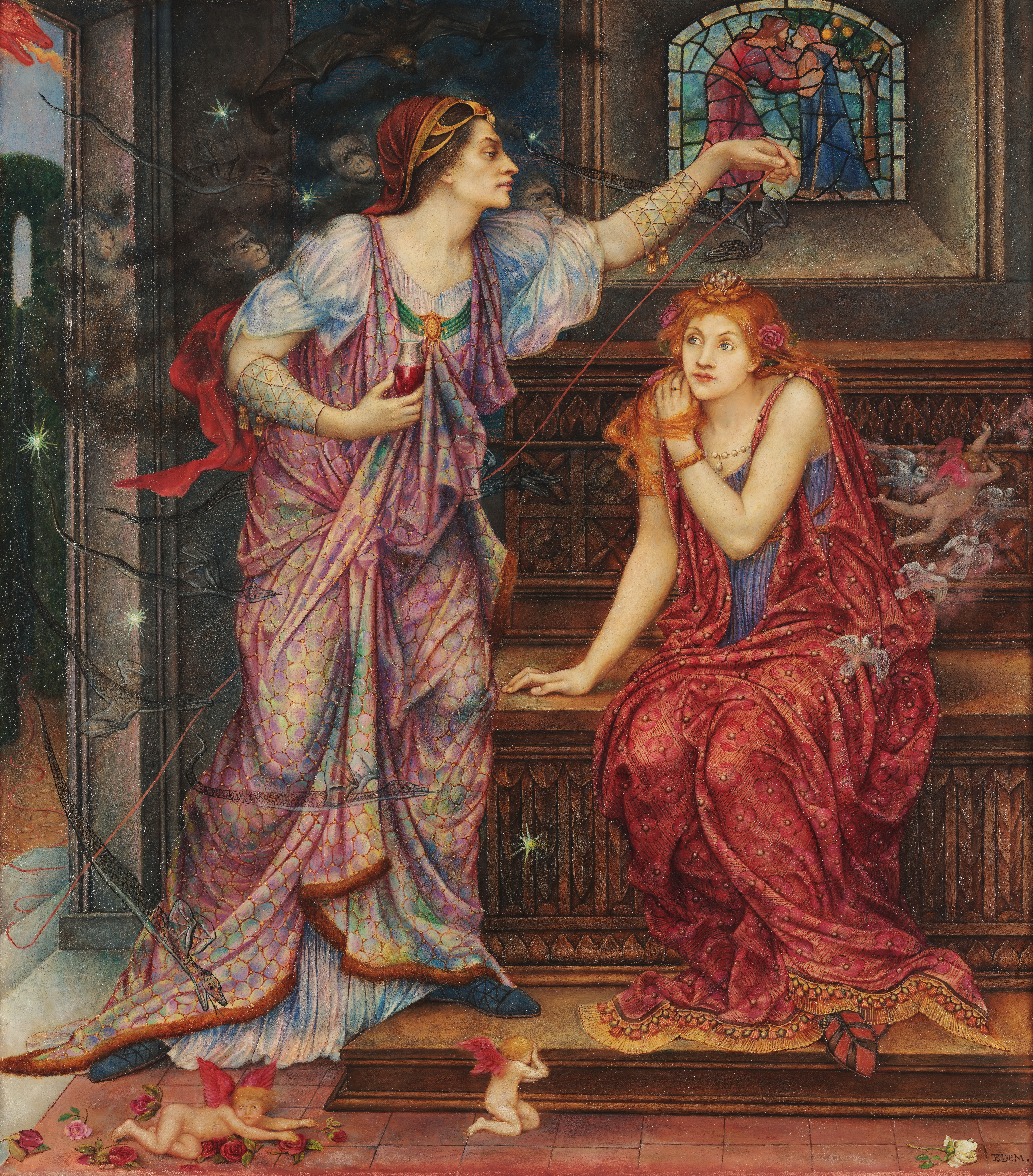
Queen Eleanor & Fair Rosamund

1991 októberében 16 vászna megsemmisült a Bourlet's áruházban kiütött tűzben.

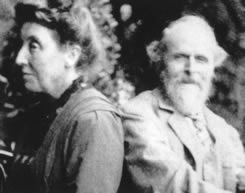
Evelyn és William De Morgan

Evelyn 1883 augusztusában ismerkedett meg William De Morgan keramikussal, akivel 1887. március 5-én kötött házasságot. A házaspár Londonban élt, anyagi problémáik nem voltak. De Morgan pacifista volt és az első világháború és a búr háború miatti rémületét 15 háborús festményen örökítette meg. A házaspár jó módban élt, különösebb anyagi problémáik nem voltak. Az Evelyn festményeinek eladásából származó hasznot William kerámiaüzletének finanszírozására fordították. William 1917-ben halt meg. Evelyn 1919. május 2-án hunyt el. A Brookwood Cemeteryben nyugszik, Woking (Surrey) közelében.

## Művei
- Tobias and the Angel (1875)
- Cadmus and Harmonia (1877)
- Ariadne at Naxos (1877)
- Aurora Triumphans (1877–78) Russell-Cotes Museum, Bournemouth.
- Night and Sleep (1878)
- Goddess of Blossoms & Flowers (1880)
- The Grey Sisters (1880–81)
- Phosphorus and Hesperus (1882)
- By the Waters of Babylon (1882–83)
- Sleep and Death, the Children of the Night (1883)
- Salutation or The Visitation (1883),
- Love's Passing (1883–1884)
- Dryad (1884–85)
- Luna (1885)
- The Sea Maidens (1885–86)
- Hope in a Prison of Despair (1887)
- The Soul's Prison House (1888)
- Love, the Misleader (1889), private collection.
- Medea (1889), Williamson Art Gallery, Birkenhead.
- Angel of Death (1890), private collection.
- The Garden of Opportunity (1892)
- Life and Thought Emerging from the Tomb (1893), Walker Art Gallery, Liverpool.
- Flora (1894)
- Eos (1895), Columbia Museum of Art, Columbia, South Carolina.
- The Undiscovered Country, Columbia Museum of Art, Columbia, South Carolina
- Lux in Tenebris (1895)
- Boreas and Oreithyia (1896)
- Earthbound (1897)
- Angel of Death (1897), private collection.
- Helen of Troy (1898)
- Cassandra (1898)
- The Valley of Shadows (1899)
- The Storm Spirits (1900)
- The Poor Man who Saved the City (1901)
- The Love Potion (1903)
- The Cadence of Autumn (1905)
- Queen Eleanor & Fair Rosamund (1905)
- Death of a Butterfly (c.1905–10)
- Demeter Mourning for Persephone (1906)
- Port after Stormy Seas (1905)
- The Hour-Glass (1905)
- The Prisoner (1907)
- Our Lady of Peace (1907)
- The Worship of Mammon (1909)
- Death of the Dragon (1914)
- The Vision (1914), private collection.
- The Red Cross (1918)
- The Gilded Cage (1919)
- Deianera (unknown)
- The Kingdom of Heaven Suffereth Violence

## Festményei

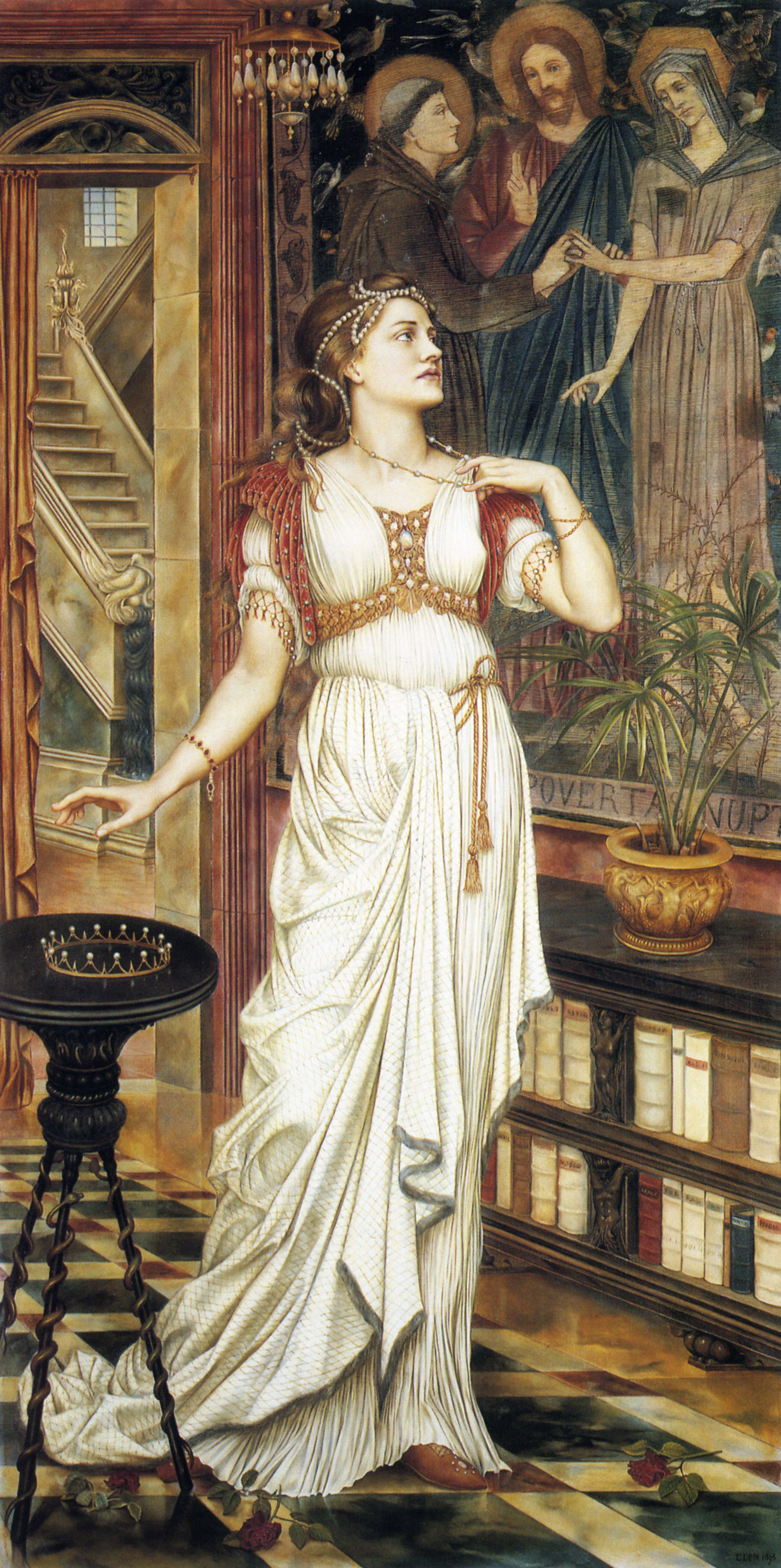
The Crown of Glory
Flóra
Heléna
Cassandra
Cadmus and Harmonia
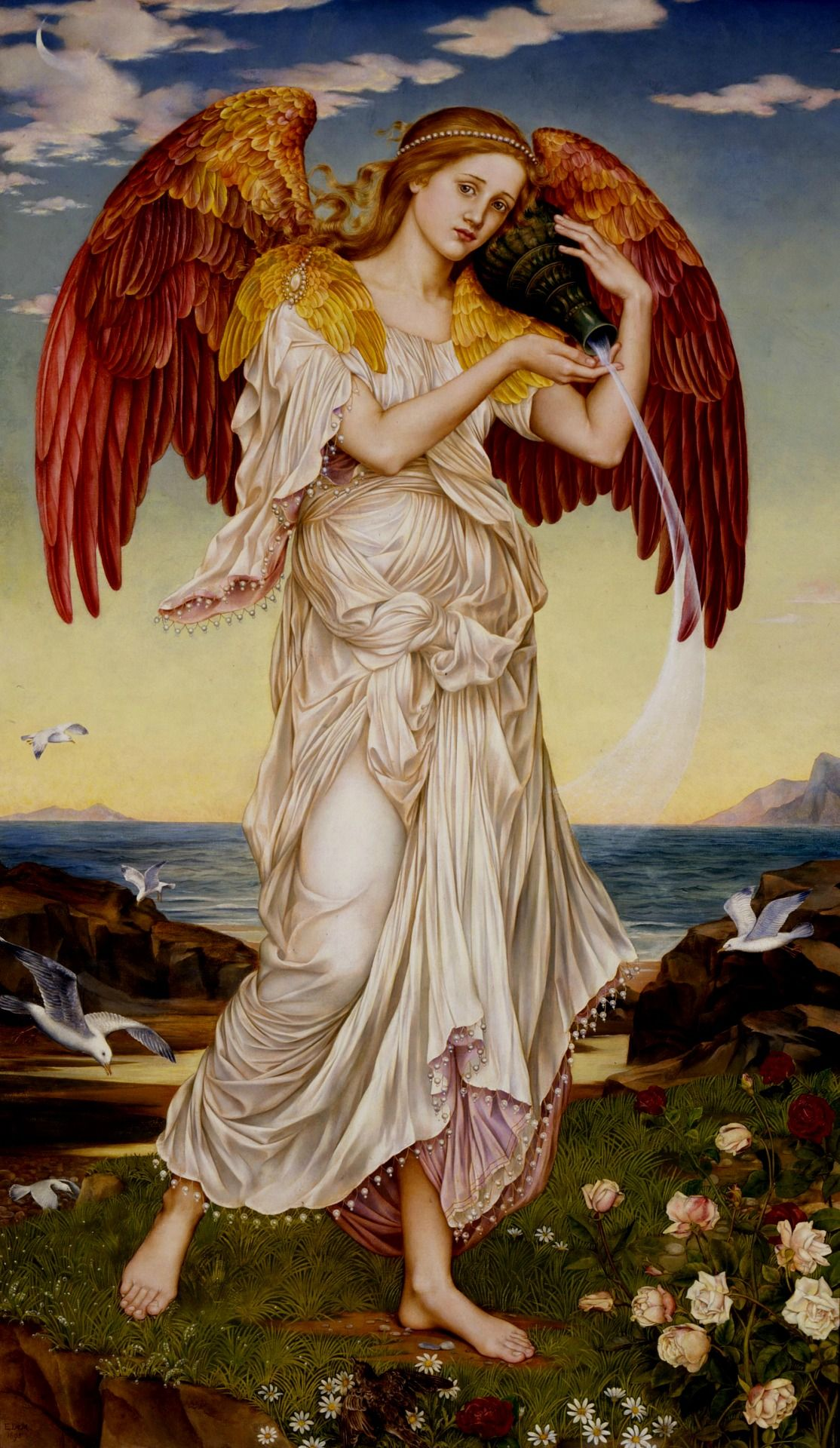
Eos
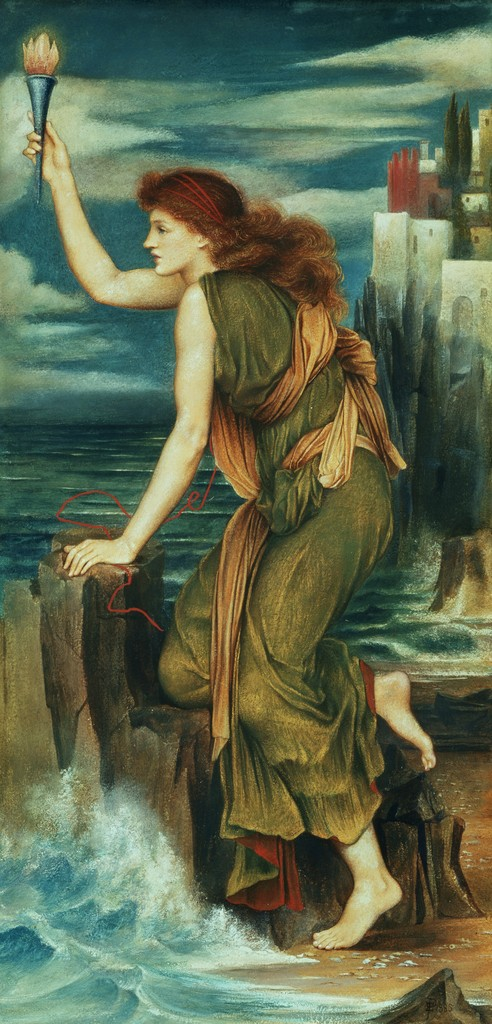
Hero Holding the Beacon for Leander
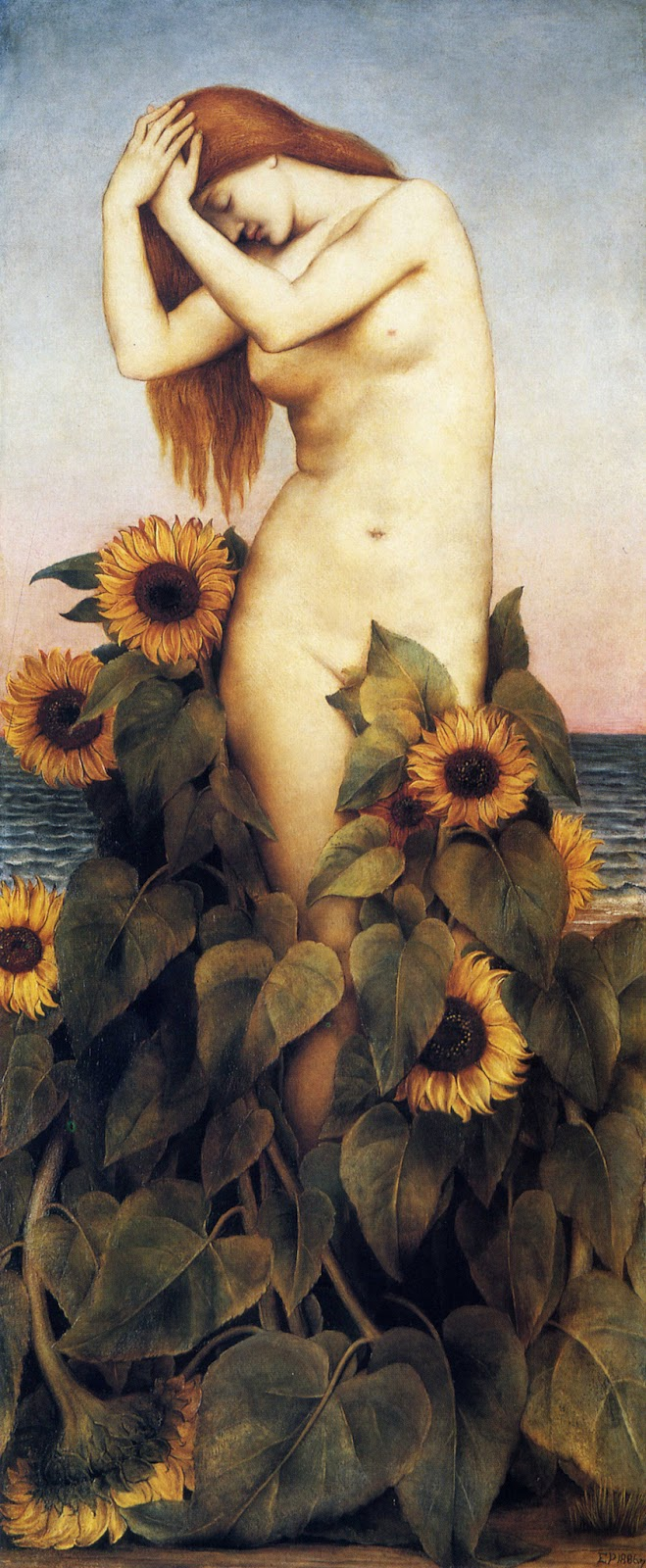
Clytie

## Művei gyűjteményekben
- Walker Art Gallery, Liverpool
- National Trust properties Wightwick Manor és Knightshayes Court
- Russell-Cotes Art Gallery and Museum
- National Portrait Gallery; Southwark Art Collection